# Armory Show

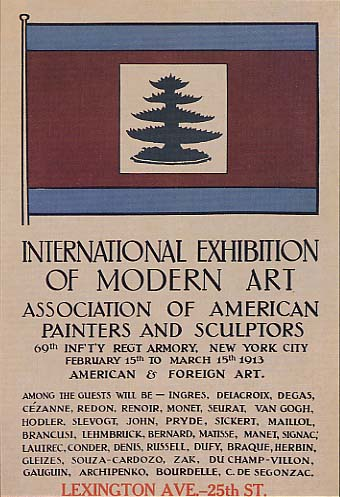
Az Armory Show plakátja

Az Armory Show (hivatalos nevén International Exhibition of Modern Art) egy nagy jelentőségű nemzetközi képzőművészeti kiállítás volt, amelyet 1913. február 17. és március 13. között rendeztek New Yorkban, a 69. hadsereg fegyvertárában (később a tárlat anyagának nagy részét bemutatták Chicagóban és Bostonban is). Ez volt az a tárlat, ahol (a meghívott európai művészek alkotásai mellett) először jelentkezett a szinte teljes amerikai képzőművészet – realisztikus és modern alkotások – egyetlen összefoglaló tárlaton. A kiállítás nagy lökést adott az amerikai művészet fejlődéséhez, a modern amerikai művészet kialakulásához és ahhoz, hogy elszakadjon az európai örökségtől. A kiállítást kísérő példátlan botrányok ellenére lassú változást idézett elő a közönség addigi egyoldalú érdeklődésében, és híveket szerzett a modern művészetnek. Ide vezethető vissza az is, hogy Amerikában ma is sokkal nagyobb a modern, kortárs művészet iránti érdeklődés, mint a világ más részein.

## A kiállítás története

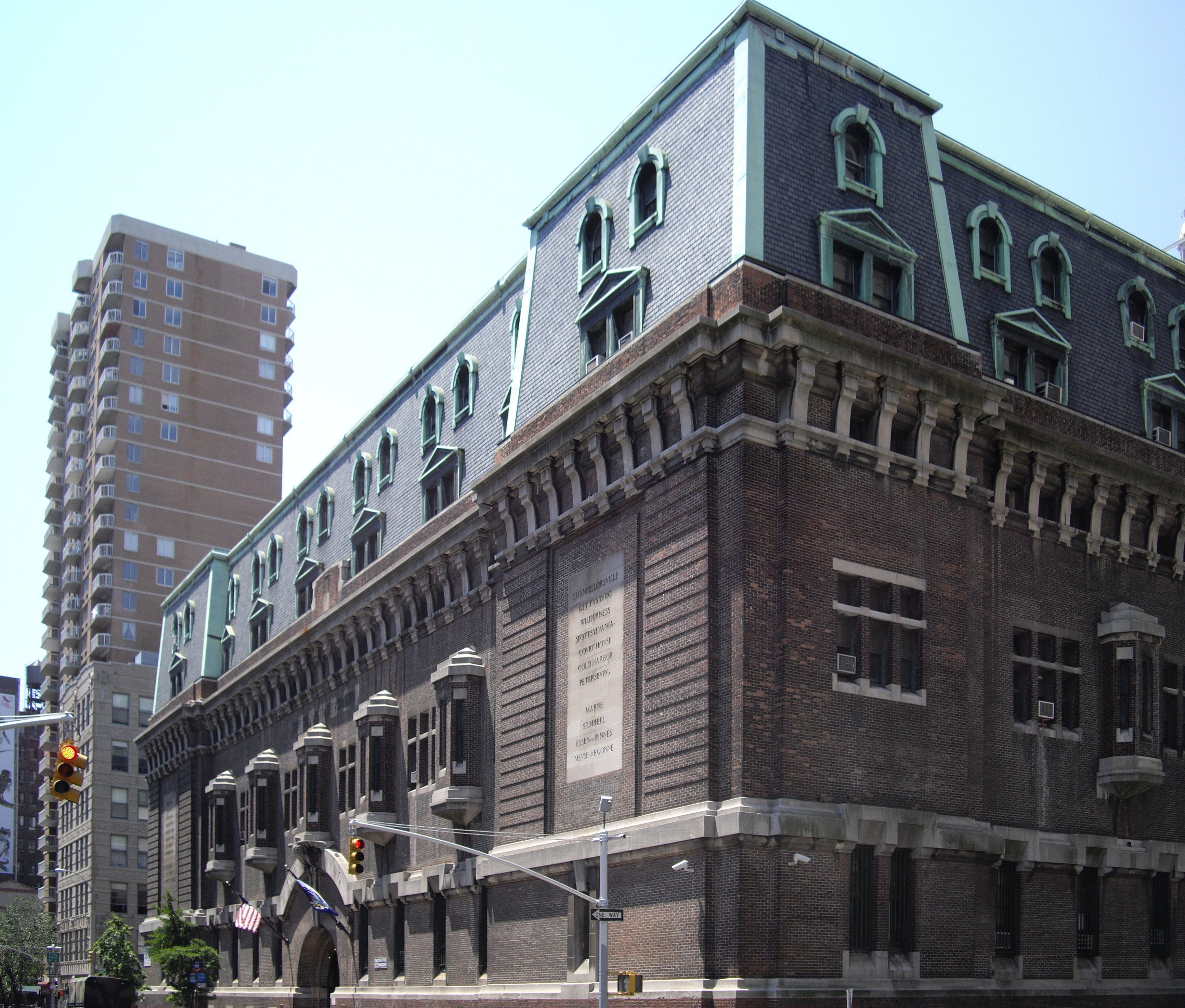
Az Armory Show helyszíne

Az Armory Show megrendezésének gondolata Alfred Stieglitz fotóművész–galériatulajdonos fejében fordult meg először, aki korábban már rendezett fontos kiállításokat saját „291” nevű galériájában, például 1908-ban Matisse és Rodin, 1909-ben Toulouse-Lautrec, majd 1911-ben Picasso műveiből. 1911-ben négy fiatal művész – Jerome Myers, Elmer Macrae, Walt Kuhn és Fitch Henry Taylor – megbeszéléseket folytatott a Madison Galleryben és Myers műtermében, hogy megvitassák az amerikai művészet aktuális problémáit. A négy művész végül – az akadémiai szemlélet ellenében – létrehozott egy szövetséget az új látásmódot képviselő művészek számára, hogy javítsa kiállítási lehetőségeiket, és segítsen kimozdítani az amerikai képzőművészetet olyan irányba, ami nem követi, hanem vezeti a közízlést. Az egyesület neve Amerikai festők és szobrászok egyesülete (Association of American Painters and Sculptors, AAPS) lett, és számos művész csatlakozott hozzájuk. Az akadémizmust elvető és a modern látásmódot képviselő társaság hamar szükségét látta, hogy bemutassa alkotóit és műveiket a nagyközönség előtt. A kiállítás végül Walter Pach festő-kritikus, Arthur B. Davies festő és Walt Kuhn festő, az egyesület titkára szervezésében valósult meg, de azt nem tudni, ki finanszírozta a hosszas megbeszélések és egyeztetések után megvalósult kiállítást. A szervezők óriási szervező munkával hatalmas anyagot gyűjtöttek össze: 1250 festményt, szobrot és más alkotást, összesen több mint 300 művész munkáját állították ki Európából és Amerikából. A tárlat a hozzáértő válogatás eredményeként tökéletes egységet mutatott: jelen volt a klasszicizmus, az impresszionizmus, a fauvizmus, a kubizmus, az expresszionizmus és az absztrakt művészet is.

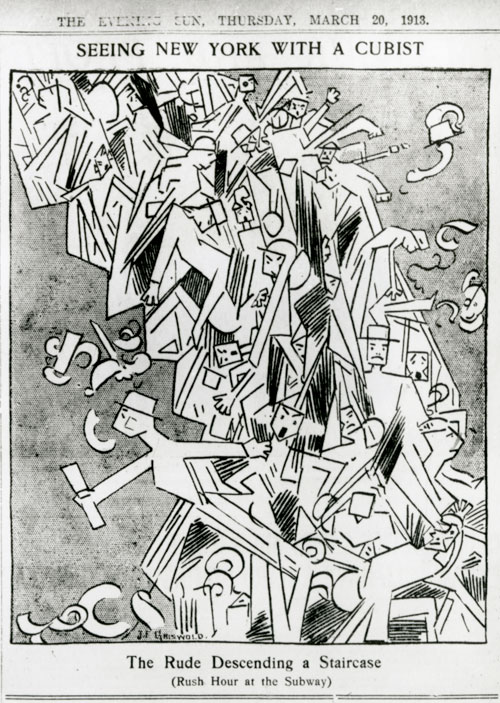
A Lépcsőn lemenő aktra utaló karikatúra (The New York Evening Sun, 1913. március 20.)

A tárlaton részt vevő művészek közül néhány: Robert Aitken, George Gray Barnard, Augustus Saint-Gaudens, Daniel Chester French, Marsden Hartley, Walt Kuhn, Abraham Walkowitz, Joseph Stella, J. Alden Weir, Patrick Henry Bruce, Alfred Maurer, James McNeill Whistler, John Henry Twachtman, Albert Pinkham Ryder, Vaszilij Kandinszkij, Ernst Kirchner, Henri Matisse, Constantin Brâncuși, Francis Picabia, Marcel Duchamp, André Derain, Maurice de Vlaminck, Pablo Picasso, Georges Braque, Fernand Léger, Jean Metzinger, Maurice Denis, Pierre Puvis de Chavannes, Odilon Redon, Henri Toulouse-Lautrec, Georges Seurat, Édouard Manet, Claude Monet, Edgar Degas, Pierre-Auguste Renoir, Vincent van Gogh, Paul Gauguin, Paul Cezanne, Pierre Bonnard, Edouard Vuillard, Edvard Munch.
A kiállításon a nagy sajtóvisszhang hatására hatalmas tömegek vettek részt, már a megnyitó estéjén négyezer ember tolongott. A kiállítást John Quinn műgyűjtő nyitotta meg. Egyes alkotások előtt ma már elképzelhetetlen jelenetek játszódtak le, főleg a kubisták termében. Az emberek jó esetben csak kacagtak a műveken, de sok alkotás komoly veszélynek volt kitéve a dühöngő látogatók jóvoltából. Például Marcel Duchamp ma már klasszikusnak számító képét, a Lépcsőn lemenő aktot a rendőrségnek kellett megvédenie a pusztítástól. A sajtó nagy része is támogatója és kiváltója volt ezeknek az indulatoknak, gúnyos írásokat, sértő karikatúrákat jelentettek meg a kiállításról. A Duchamp-alkotásról például azt írták, hogy olyan, mint robbanás egy zsindelyüzemben. Ráadásul az amerikai elnök, Theodore Roosevelt is azt nyilatkozta róla, hogy „Ez nem művészet!”. A kiállítást, bezárása után, Chicagóban (március 24–április 16.) és Bostonban (április 28–május 19.) is bemutatták (bár jó néhány alkotást nem vittek tovább), a fogadtatás pedig nagyjából hasonló volt.
Az Armory Show 50. évfordulóján, 1963-ban emlékkiállítást szerveztek, ahol igyekeztek az eredeti kiállítók fellelhető műveit kiállítani. A kiállítást az 1990-es évek közepén megpróbálták feltámasztani, napjainkban művészeti vásárként működik (The Armory Show International Fair of New Art). 2013-ban, a centenáriumi évre hatalmas kiállítássorozatot terveztek az államok több városában, számos kiadványt jelentetnek meg és különleges online kiállításokat mutatnak be.

## A kiállítási csarnok
A rendezők a hatalmas méretű csarnokban elhelyezett paravánokkal labirintus-szerű kiállítótermet alakítottak ki, összesen 18 termet (vagy galériát). Az egyes termekben jól átgondolt, bár rendezési hibáktól nem mentes csoportosításban mutatták be az alkotásokat, úgy, hogy a látogatók a hagyományos, realisztikus művektől haladhattak az egyre modernebb alkotásokat bemutató termek felé. Így adódhatott, hogy a kiállítás „legbotrányosabb”, „I” jelű kubista terme az egyik kijárat mellett helyezkedett el.

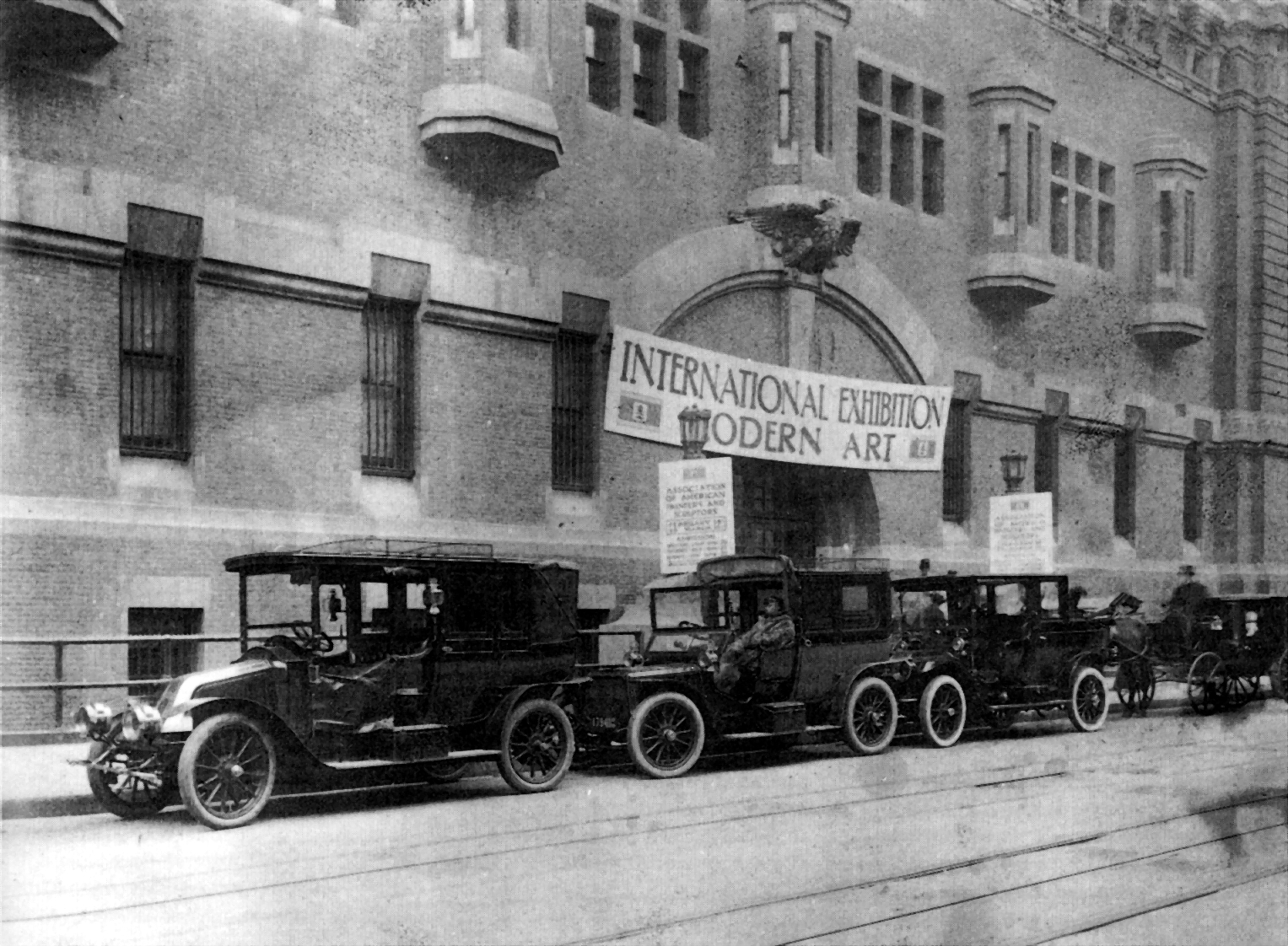
A kiállítás épülete
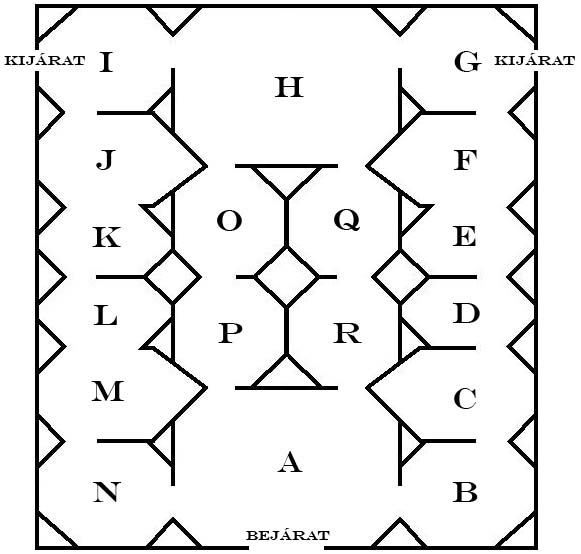
A csarnok beosztása
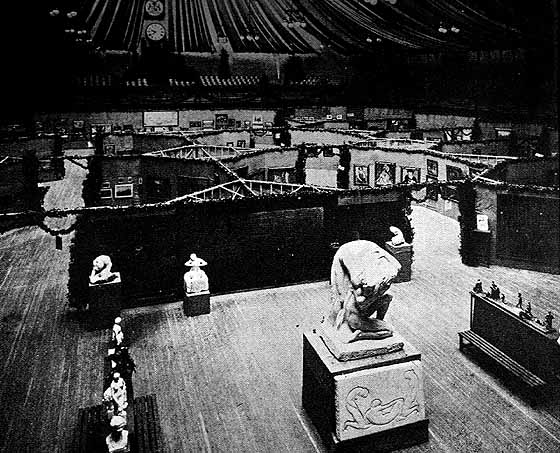
A kiállítás részlete
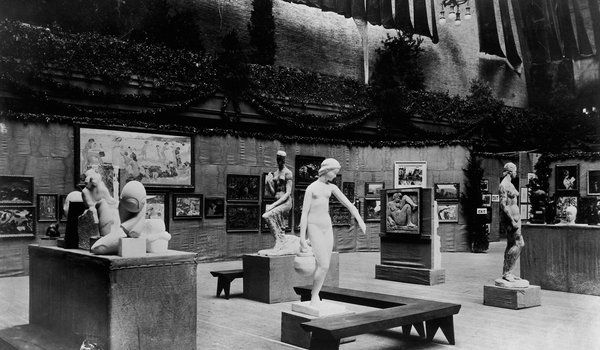
A „H” terem

### „A” terem: amerikai szobrászat és díszítőművészet

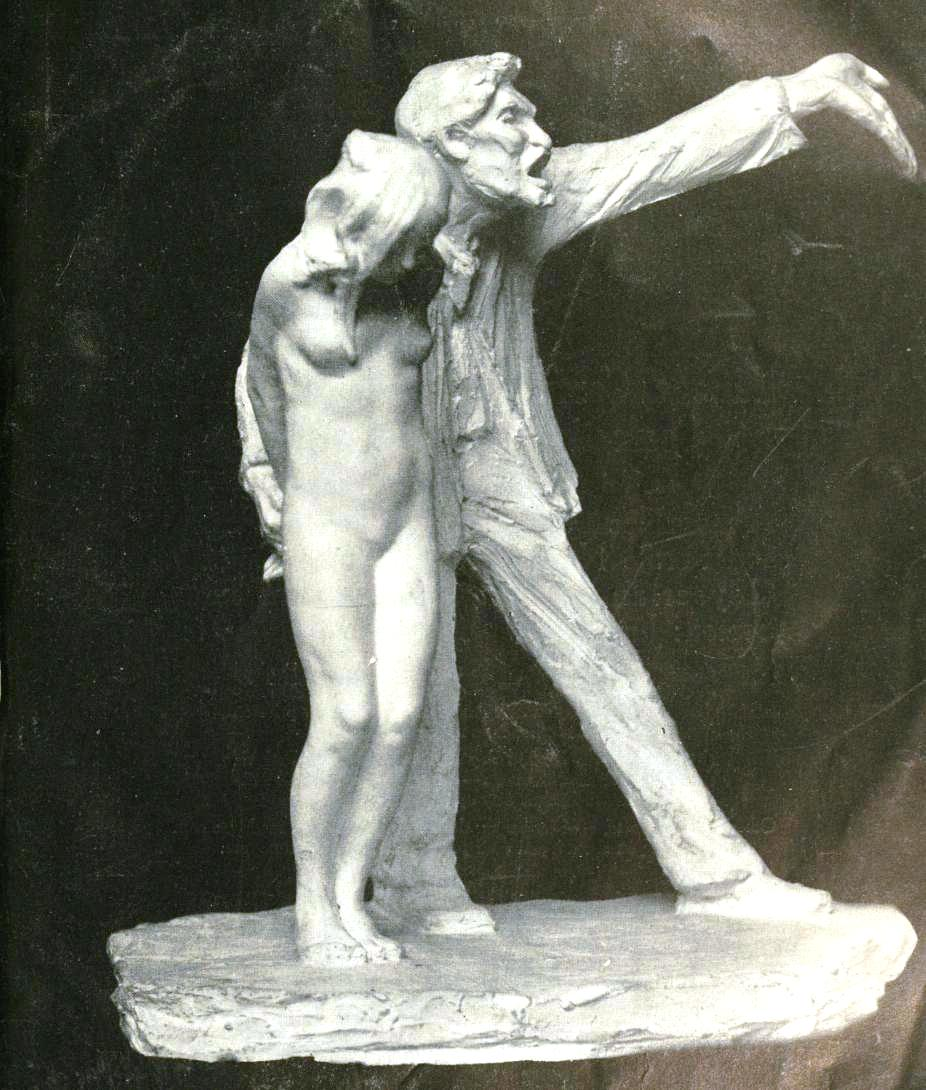
Abastenia St. Eberle: Fehér rabszolga

A nagyméretű „A” jelű terembe belépők először Robert Chanler – a természet és az indián hagyományok ihlette – dekoratív üvegfestményeivel találkoztak (Leopárd és szarvas, Indián, Hopi kígyótánc). A Chanler-képek kitűnő kontrasztot adtak a hagyományos amerikai szobrászok alkotásainak, többek között Robert Aiken (Isten teremtménye), George Gray Barnard (A születés), Andrew Dasburg (Lucifer), Nessa Cohen (Napfelkelte), Mahonri Young (Anya és fia), Arthur Lee (Etióp férfi) szobrainak is. A hagyományos, klasszicista stílusú szobrok mellett kiállítottak olyan alkotásokat is, mint Ethel Myers Kövér nőjét és Gaston Lachaise Kisplasztikáját, amelyek – amellett, hogy kisméretű tanulmányok voltak – némiképp újabb törekvéseket is kifejeztek. Az itt kiállító művészek az „Ashcan School” nevű mozgalom tagjai voltak, akik egyfajta realisztikus ábrázolásmódot tűztek ki céljukul. Ezek közé tartozott Abastenia St. Eberle is, akinek Fehér rabszolga című kétalakos kompozíciója a prostitúció ellen emelt szót, s talán ennek volt köszönhető, hogy a chicagói cenzúrának, a „túl naturalisztikus” nőábrázolás miatt indított vizsgálódását megúszta.

### „B” terem: amerikai festészet és szobrászat
A terembe betérve a kortárs amerikai szobrászat jeles alkotói szerepeltek műveikkel. Robert Aitken a kiállítás egyik szervezőjéről készült mellszobra nyitja a sort (George Bellows), majd Chester Beach szobra következett (The Unveiling of Dawn). Rodin hatása ezen és több más szobron is megfigyelhető volt, miként az „A” teremben is voltak ilyenek. Érdekes, hogy a szervezők nem hívtak meg olyan neves szobrászokat, akik inkább a neoklasszicizmus amerikai képviselői voltak (Augustus Saint-Gaudens, Daniel Chester French; utóbbi későbbi alkotása a washingtoni Lincoln Memorial). Ugyancsak nem hívták meg azt a Gutzon Borglumot, aki a Rushmore-hegy elnök-arcainak a kifaragója volt.

### „C” terem: amerikai festészet
A „C” teremben a kiállítás egyik szervezője, George Bellows képeivel, például a Cirkusz cíművel találkozhattak a látogatók (de alkotásai közül két rajzot az „L” jelű teremben is elhelyeztek). Bellows szociális érzékenysége okán gyakran festett a munkások életével, szórakozásával kapcsolatos képeket, egyik kedvenc témája az ökölvívás bemutatása volt. Bellows volt a National Academy of Design legfiatalabb tagja. Ebben a teremben voltak még Marsden Hartley (Csendélet 2) és Bernard Karfiol (George) képei is. Fontos személyiség volt még itt Maurice Prendergast, aki első amerikaiként próbálkozott a posztimpresszionisták eredményeinek felhasználásával. Képei közül a Crepuscule és a Tájkép alakokkal is szerepelt a tárlaton. Érdekesség, hogy Prendergast a kiállítás alatt és után is vitába keveredett John Sloannal, Robert Henrivel és George Luksszal (az Ashcan realistáival, ők szintén kiállítók voltak az Armory Show-n), akik támadták „modernségét”, mint Amerikától távol álló stílust.

### „D” terem: amerikai festészet
Marsden Hartley másik csendélete a „C” és a „D” terem közötti válaszfalon volt (Csendélet 1). A festmény jelentős, mert erőteljes és foltszerű színvilágával a posztimpresszionizmus és a navajó indián művészet ötvözését valósította meg. A sajtó erősen kritizálta ezt a szétválasztást, és a kiállításrendezés hibájának rótták fel. Hartley képein felfedezhetők azok a hatások is, amelyek az Európában tett tanulmányútján érték a kubizmus és az expresszionizmus tanulmányozása során (erre utaló tanulmányait az „L” pavilonban helyezték el). A következő kiállító Kathleen McEnery (Cunningham) volt, egyike a nagyon kevés festőnőknek, aki női aktokkal jelentkezett az Armory Show-n  (Indulás a fürdőbe, Álom). Charles Sheeler képei (Dáliák és őszirózsák, Tájkép) Cezanne stílusára utalnak, amennyiben ő is kevés színnel és formával alkot egy harmonikus egészet, de visszautal Hartley stílusára is. Marguerite Zorach Tanulmánya (egy portré) és Tájképe a fauvizmust idézi, ami nem is csoda, korábban Párizsban a stílust képviselő John Duncan Fergusson alatt tanult. Zurach munkái után Kenneth Hayes Miller (Pusztaság) és Agnes Pelton (Liános erdő, Kőkor) álomszőtte képei következtek. Miller neves művésztanár volt, sok híressé vált alkotó volt a növendéke a New York-i Art Students League-ben. Pelton az impresszionista stílust kombinálta a miszticizmussal.

### „E” terem: amerikai festészet
Ez a terem Arthur B. Davies és Walt Kuhn, az Armory Show két másik főszervezője munkáiból adott válogatást. Davis sok elismerést kapott a kiállításért is és a festményeiért is. Ugyanakkor kritikai hangok is elhangzottak, elsősorban a meg nem hívott amerikai festők miatt. Hegyláncok és Reggel című képei eltérő stílust mutatnak: előbbi egy könnyed és visszafogott koloritú tájkép, utóbbi egy színgazdag, kissé van Gogh-ra emlékeztető festmény. Davis ebben az időben már készített kubista jellegű alkotásokat is, de a kiállításon még nem mutatta be őket. Kuhn, aki újságrajzolóként kezdte pályafutását, portrékkal és cirkuszi jeleneteket ábrázoló képekkel volt jelen. Abraham Walkowitz és Joseph Stella képei szintén ebben a teremben voltak kiállítva (A sugárúton illetve Csendélet). Walkowitz, kiállított képei alapján, Cezanne és Matisse munkáiból merített. Joseph Stella munkásságára komoly hatással volt az Armory Show, a modern festmények hatására 1913 végétől Vaszilij Kandinszkij stílusára emlékeztető sorozatot készített. Ebben a teremben állított még ki Florence Barkley is (Jerome Avenue Bridge).

### „F” terem: amerikai festészet

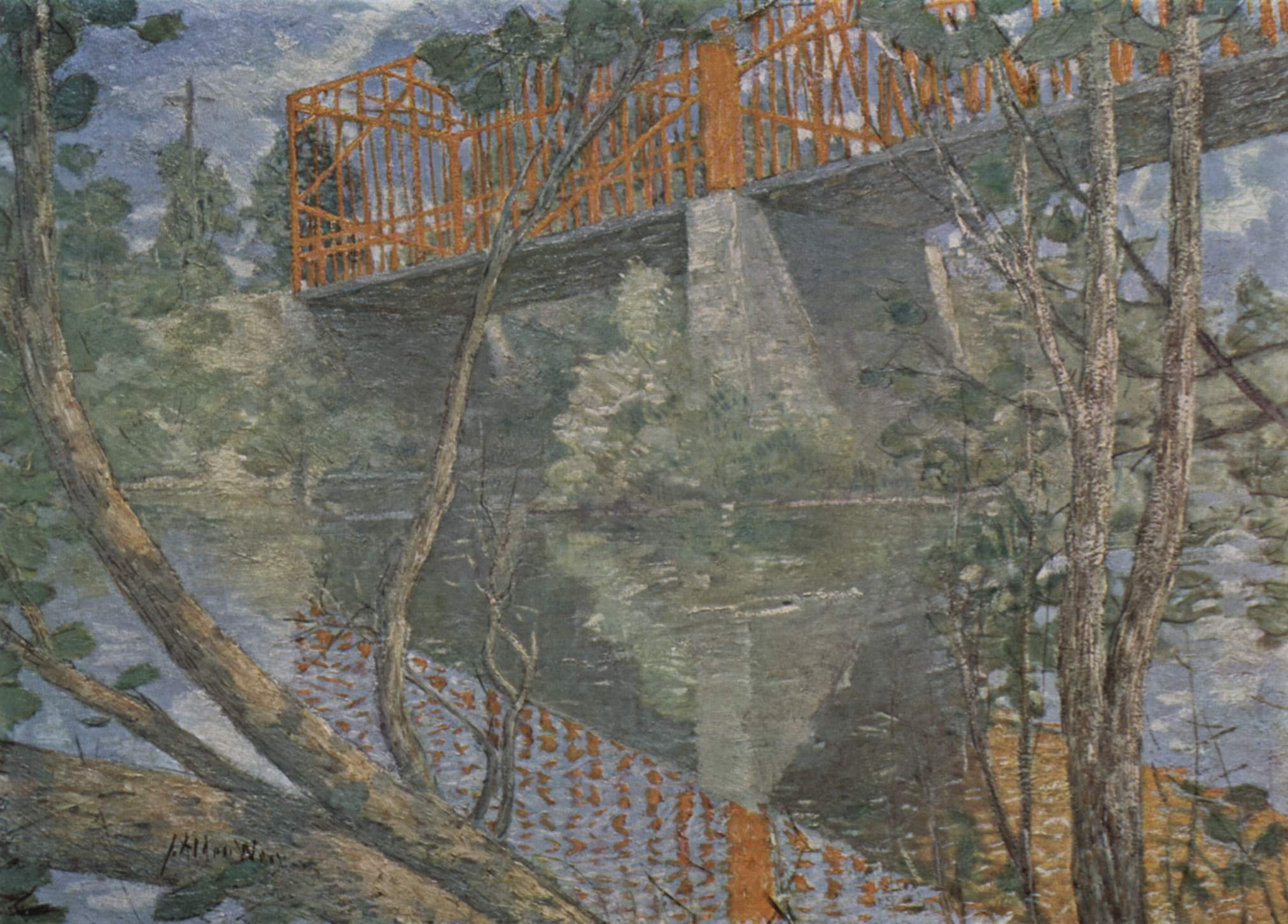
J. Alden Weir: Vörös híd

Az „F” jelű teremben helyezték el az amerikai impresszionistákat. Childe Hassam (a „Tízek” művészcsoport tagja) öt olajképpel szerepelt, ezek egyike A Spanyol lépcső volt. A „Tízek” többi tagja más termekben voltak szétszórva: például John Twachtman a „P”, J. Alden Weir az „E”, Karl Anderson pedig az „M” galériában szerepelt. Az „F”-ben állították ki Homer Boss képeit (Föld és víz, Fiatal nő kékben és aranyban). Daniel Putnam Brinley ugyan nem volt a „Tízek” tagja, de stílusa hasonló volt (The Paeony Garden). Patrick Henry Bruce, John Marin (St. Paul’s) és Alfred Maurer állított még ki a Show-n.

### „G” terem: angol, ír és német festmények és rajzok
A kiállítás angol, ír és német szekciója eléggé szegényesre sikeredett: Vaszilij Kandinszkij és Ernst Kirchner voltak a nevesebb kiállító művészek, akik csupán egy-egy képpel képviseltették magukat. Ez volt a kiállítás legkevésbé sikerült részlege, aminek az lehetett az oka, hogy a modern európai művészetet nem országok szerint kellett volna bemutatni, hanem stílusirányzatok szerint. Kandinszkij Improvizáció 27, Kirchner Wirtsgarten című képével volt jelen. További német kiállítók voltak még Wladimir Bechtejeff, Max Slevogt és Julius Seyler. A brit szekció Augustus John 27 művével kezdődött, akit az első brit posztimpresszionistának lehet tekinteni (Pocskoló gyerekek, Pocskoló gyermekcsoport, Olajfák Etang de Berre-nél). James Dickson Innes John barátja volt, gyakran dolgoztak együtt Provence-ban. Neki négy olajképe (például A kaktusz) és két akvarellje került a paravánokra (például A hegy). Walter Sickert (Noctes Ambrosianae), Duncan Grant, Wyndam Lewis és Charles Conder (La Belle Antonia, Fürdő) is a kiállítók között szerepeltek. Jack Butler Yeats, a költő William Butler Yeats fivére, a három ír festő egyike volt az Armory Show-n. Kiállított képei közül a Cirkuszi törpe, a Henri portréja és a Politikai gyűlés említendő meg. A másik két ír festő George Russell és Nathaniel Hone volt.

### „H” terem: francia festészet és szobrászat
A kiállítás legnagyobb termében francia festményeket és szobrokat helyeztek el. Henri Matisse-nak három korai munkáját elhelyezték az „R” jelű teremben is, fontos alkotásai itt szerepeltek. A kritikusok ebből a teremből jobbára csak Matisse és Constantin Brâncuși műveivel foglalkoztak. Matisse képeit sértőnek, erkölcstelennek és romlottnak tartották. Érdekes, hogy még Harriet Monroe, chicagói költő és laptulajdonos is milyen elítélő véleménnyel volt („a legszörnyűbb gonoszság, amit valaha is elkövettek művészet címén”), pedig amikor a kiállítás Chicagóba érkezett, már dicsérő hangon szólt Matisse-ról. A teremben a Kék akt, a Jólét II és az Aranyhal és szobor volt kiállítva, és még képzőművész-hallgatók is a kiállítás legmegdöbbentőbb és leginkább istenkáromló festményeinek tartották. Ilyen jelzők forogtak közszájon: a művészet gyilkosa, festői gyújtogatás, a színek totális degenerációja, általános esztétikai aberráció stb. Matisse-t nagyon felzaklatta a közönség ilyen reakciója, és egy interjúban azt bizonygatta az amerikaiaknak, hogy ő egy teljesen normális ember, hűséges férj és apa, aki színházba jár. A „H” terem további festő kiállítói között voltak Henri Manguin, Albert Marquet (Sainte Adresse), Charles Camoin, Emile Charmy és Georges Rouault (Parádé), többnyire fauvista alkotásokkal. Sajátos, hogy Georges Braque is szerepelt egy korai, fauvista stílusú képével (Kikötő Anvers-ben), de azt az „I” teremben helyezték el. A legtöbb kiállított fauvista festmény tájkép volt, némelyik alakokkal (Othon Friesz: Tájkép fürdőzőkkel, Girieud: Hommage á Gauguin), és volt még pár csendélet is. A fauvista képek nagy száma mellett talán meglepő lehet, miért váltottak ki Matisse festményei ilyen vitát.
A szobrászok között Brâncuși alkotásai keltették a legnagyobb vihart a kritikusok között, leginkább az összes háromdimenziós alkotás közül. Alvó múzsa és Mademoiselle Pogány című alkotásairól olyanokat írtak, mint például „keményre főtt tojás egyensúlyoz egy kockacukron”. Azt azért elismerték, hogy legalább ragaszkodik az organikus formákhoz. Nem csak Brâncuși volt a szobrászok között, aki negatív kritikát kapott: Wilhelm Lehmbruck Térdeplő nőjét Theodore Roosevelt imádkozó sáskához hasonlította, de megkapta a magáét Alexander Archipenko is, akinek a szobrairól azt mondták, hogy túl van mindenen, ami arányos (Néger nő, Jeune Fille à la cruche, Le Repos). Archipenko szobrai közül párat a következő, „I” jelű teremben is elhelyeztek.

### „I” terem: francia festészet és szobrászat(kubista terem)

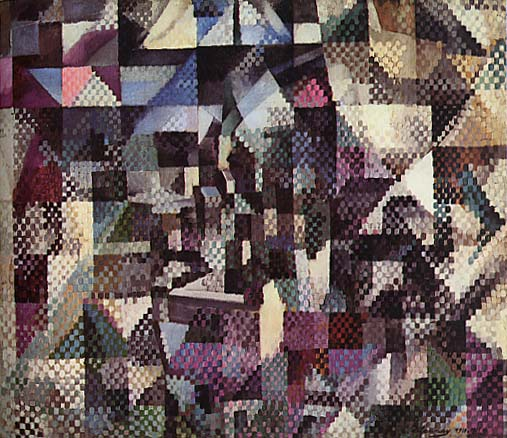
Robert Delaunay: Ablak a városra No. 4.

Az utókor ezt a kiállítóhelyet „kubista terem”-nek nevezi, akkoriban azonban egyszerűen csak „Chamber of Horrors” („a horror csarnoka”) néven emlegették. Ez az a helyiség, amelynek tartalma foglalkoztatott mindenkit, nem kevéssé elhomályosítva a hatalmas Armory Show többi részét. A kiállítás látogatói – a nagy visszhang hatására – a bejáratnál elhelyezkedő „A” jelű teremből egyenesen az „I”-be özönlöttek, mindenki látni és ócsárolni akarta az ott kiállított műveket, elsősorban Marcel Duchamp Lépcsőn lemenő aktját . A hangulatot a sajtó is fokozta, a művet és alkotóját szidó, nevetségessé tevő írásokat tettek közzé. Az American Art News című lap díjat ajánlott fel annak, aki megtalálja a képen a címben szereplő aktot. A kiállítást megtekintő Theodore Roosevelt amerikai elnök is elítélően és nem igazán diplomatikus stílusban nyilatkozott. Duchamp képe, a kiállítás „leggyalázatosabb alkotása” annyira hírhedtté vált a harmadik hétre, hogy egy kaliforniai képkereskedő, Frederic Torrey látatlanul megvásárolta. A vihart arató „lépcsős akt”-on kívül Duchamp más alkotásokkal is szerepelt (Király és királynő aktokkal, Sakkjátékos portréja). A vihar tükrében különösen érdekes, hogy a kiállítás idején Duchamp már nem is nagyon foglalkozott a festéssel, más kifejezési formákat keresett.
Ez a felfokozott hangulat kétségkívül elvonta a figyelmet más, többre érdemes alkotóktól és műveiktől. Egyébiránt hasonló heves indulatok jellemeztek már más, korábbi kiállításokat is: az 1905-ös Salon d’Automne VII. termében Matisse, Derain, Vlaminck, Marquet, Manguin és Camoin művei előtt Louis Vauxcelles műkritikus így kiáltott fel: „Donatello vadállatok között!”. A kiállításon több mint 2000 műalkotás volt kiállítva, de ez a terem foglalkoztatott mindenkit. Hasonló volt a helyzet az 1911-es Salon des Independants-on, ahol az akkor 41. számú kiállító teremben bemutatkozó Metzinger, Gleizes, Le Fauconnier, Léger, Delaunay és Laurencin kubista alkotásai vonták el a többiről a figyelmet (jóllehet Picasso és Braque voltak a mozgalom legjelentősebb alakjai).
A terem másik fontos kiállítója Francis Picabia volt, aki kubista képeit állította ki (Tavaszi tánc, Körmenet Sevillában). Érdekes, hogy ezek a „vad” kubista képek – a „természetes” támadások mellett – elismeréseket is kaptak. Picabia a kiállítás idején New Yorkban tartózkodott, és a kubizmus szócsöveként védte a mozgalmat. Számos lapnak nyilatkozott és magyarázta a stílus lényegét, jellegzetességeit és a műveket.
Hasonlóan más hasonló kiállításokhoz, Picasso és Braque az Armory Show-n sem szerepelt nagyszámú alkotással. Braque egyik fauvista képe a „H” jelű teremben szerepelt, a kubista teremben három képe volt, köztük a Rafael Kubelik és Mozart ihlette L'Affiche de Kubelick és a Kikötő Anvers-ben. Picasso öt festményt és egy szobrot állított ki, amelyeket a sajtó alig vett észre (Nő mustártartó edénnyel olajfestmény, Női fej bronzszobor). Picasso ekkor már befejezte a nagy tárlatokon való részvételét, de az Armory Show-val kivételt tett.
A botrányoktól eltekintve a három Duchamp-fivér (Marcel Duchamp, Raymond Duchamp-Villon és Jacques Villon) az érdeklődés középpontjában állt, a három sikeres képzőművész testvér szenzáció volt az amerikai sajtóban, sőt a róluk készült hármas fénykép még a kiállítás kiadványában is helyt kapott. Raymond Duchamp-Villon szobrokkal (például Baudelaire), Jacques Villon kilenc festménnyel (Étude pour Puteaux) volt jelen. A Section d’Or művészei közül kiállított még Fernand Léger, Albert Gleizes, Alexander Archipenko (ebben a teremben Salomé, Családi élet) és Robert Delaunay (Párizs városa, Városi ablakok 4., Route de Laon).

### „J” terem: francia festmények, akvarellek és rajzok

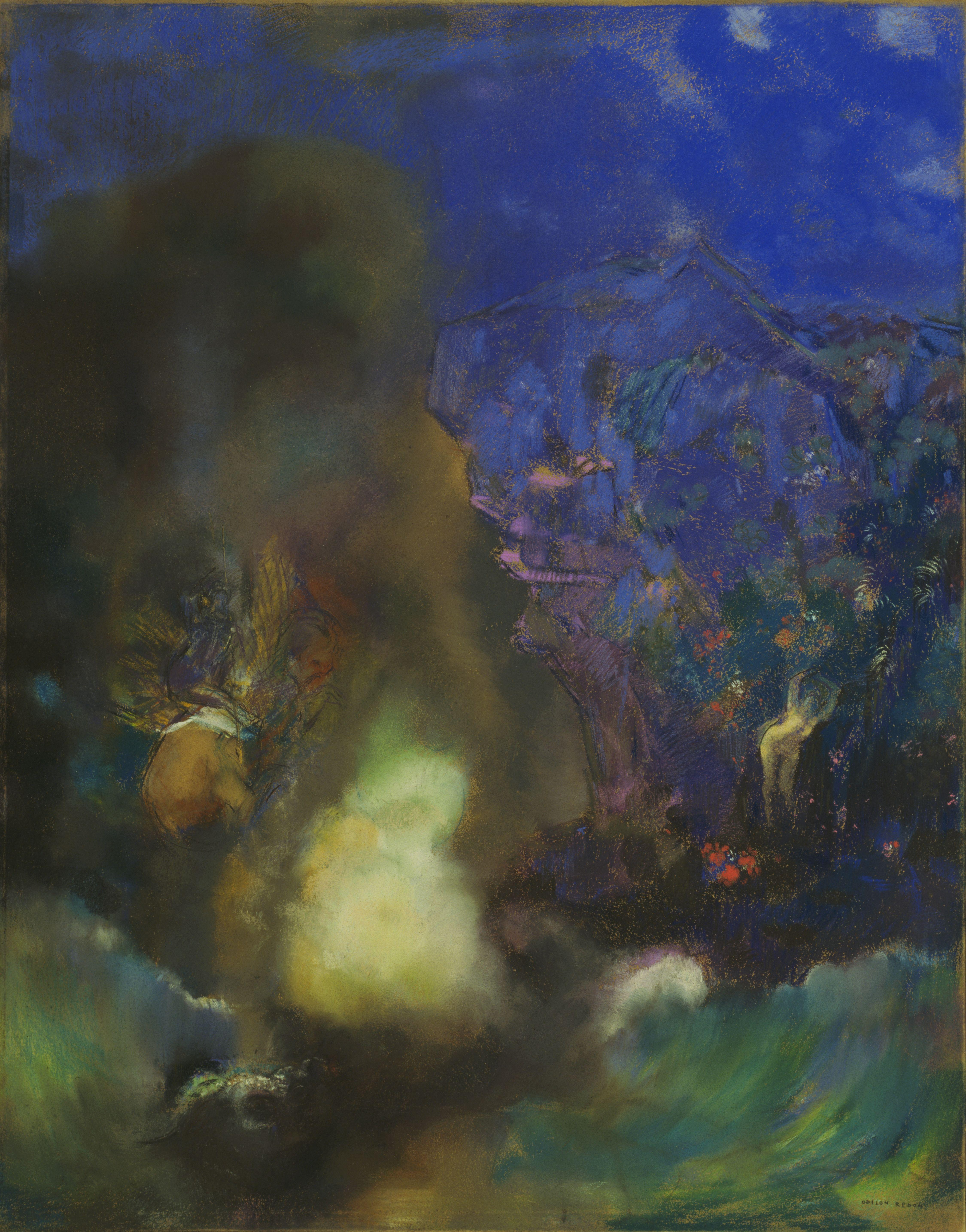
Odilon Redon: Roger és Angelica

A „J” kiállítóhelyet Odilon Redon művei uralták, akit a szervezők, Kuhn és Davies, a kiállítás egyik attrakciójának szántak. Ezen nem kell csodálkozni, hiszen Redonnak már az 1904-es Salon d’Automne szervezői is külön termet biztosítottak. Itt, a „J” teremben 38 műve szerepelt, főleg olajjal és pasztellel készült friss munkák. Redon szimbolista művei rezonáltak Davies saját képeivel, talán ezzel is magyarázható Redon kiemelt jelenléte. Mindenesetre Redont a kritika, a közönség és a képvásárlók is értékelték. A terem következő kiállítója Puvis de Chavannes volt, aki számos rajzot állított ki, de a párizsi Városháza pannóihoz készült kartonjait is elküldte. Mint szimbolista festő, az ő munkái is hatással voltak Daviesre. Maurice Denis színes litográfiákkal szerepelt (például Ámor). Szerepelt még itt egy portugál művész is: Amadeo de Souza Cardoso (A nyúl ugrása), aki egy „szelídített” modern művészetet művelt, mára gyakorlatilag ismeretlenné lett.

### „K” galéria: francia és amerikai vízfestmények, rajzok
Odilon Redonnak itt is sok alkotása, negyven képe szerepelt, elsősorban litográfiák és rézkarcok, korábbi munkásságából. Kőrajz-portréin többek között a Nabis művészeit ábrázolta (Maurice Denis, Pierre Bonnard, Édouard Vuillard), másokon mitologikus-misztikus témák jelentek meg (A foglyul ejtett Pegazus). Kiállított ezeken kívül remek könyvillusztrációi közül is néhányat (Gustave Flaubert: Tentation de Saint-Antoine). Itt állították ki még a norvég Edvard Munch munkáit is (Madonna, Csók, Vámpír). Az amerikai akvarellfestészetet John Marin képviselte a Manhattan épületeiről készített sorozatával, amelyekkel szokatlan figyelmet keltett (Broadway, St. Paul's Church, Woolworth Building-sorozat). Marin városi tájképeire reflektáltak Oscar Bluemner képei, aki építész volt, és csak 1912-ben kezdett festeni (Harlem River). Stuart Davis keverte a kubista és realista elemeket és a festészeti technikákat (Babe La Tour, A muzsikus).

### „L” terem: amerikai vízfestmények, rajzok

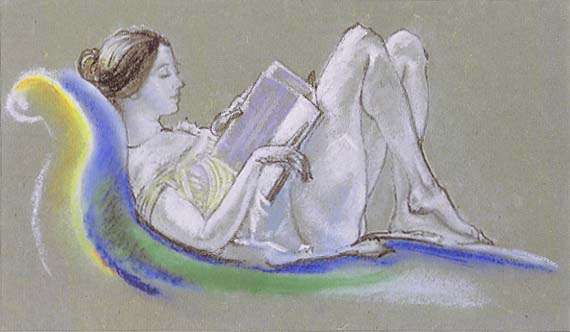
Davies: Fekvő nő

Ebben a teremben az amerikai grafika, akvarell, pasztell, rajz és rézkarc területéről adtak áttekintést. Sok Aschan-művész szerepelt itt. George Bellows sporttémájú képei sorában itt a lovaspólóval is foglalkozott (Polo at Lakewood – Polo Field). John Sloan volt a legpolitikusabb alkatú Aschan-művész, aki képei témaválasztásával lépett fel a szociális igazságtalanságok ellen (Esti ablakok, A képvásárló, Lány és koldus), az utóbbi mintegy reflektált St. Eberle Fehér rabszolgájára. Sloan volt az egyik alapítója a „The Masses” csoportosulásnak, Art Young, Glenn O. Coleman, Maurice Becker és mások részvételével. Rajzokkal – mások mellett – George Luks és Maurice Becker vett részt a kiállításon. További kiállítók: Jerome Myers, Eugene Higgins (Rabok és őrök), Charles White (Elítélt bérház, Fultoni piac), Frank A. Nankivell (Épülő New York) és Paul Burlin (William's Street). Az amerikai városi élet bemutatása mellett néhány jeles alaktanulmány is megbújt, például Arthur B. Davies néhány műve (Fekvő nő, A tragédia születése), vagy Walter Pach Renoir »Olvasó«ja és Elmer MacRae Strandon című alkotásai.

### „M” galéria: amerikai festészet
Az „M” kiállítóhelyen is John Sloan képeivel nyitottak (Vasárnap, Hajukat szárító lányok, A McSorley-sörház). Érdekesség, hogy a kiállítás előtt a tekintélyes Robert Henri úgy vélekedett, hogy egyetlen amerikai kép sem fog elkelni. Ehhez képest hazai alkotások sora talált gazdára, a legelső eladott amerikai kép Edward Hopper Vitorlázás című festménye volt. Az is érdekes, hogy pénzügyileg a legsikeresebb az Armory Show-n bemutatkozó fiatal művész, Edward Adam Kramer volt (Meditáció, Mélység és nyugalom). Az „M” jelű teremben az amerikai művészeti stílusok széles skáláját mutatták be: a realisztikus városképektől (Leon Kroll: Rendezőpályaudvar) az allegorikus aktig (Henry G. Keller: Bölcseség és sors) terjedt a skála, de képviselve voltak az amerikai impresszionisták (Karl Anderson: Almaszedők, Anne Goldthwaite: Ház a dombon) és a szobrászok is (Robert I. Aitken: A fáradt Merkúr).

### „N” galéria: amerikai festészet és szobrászat

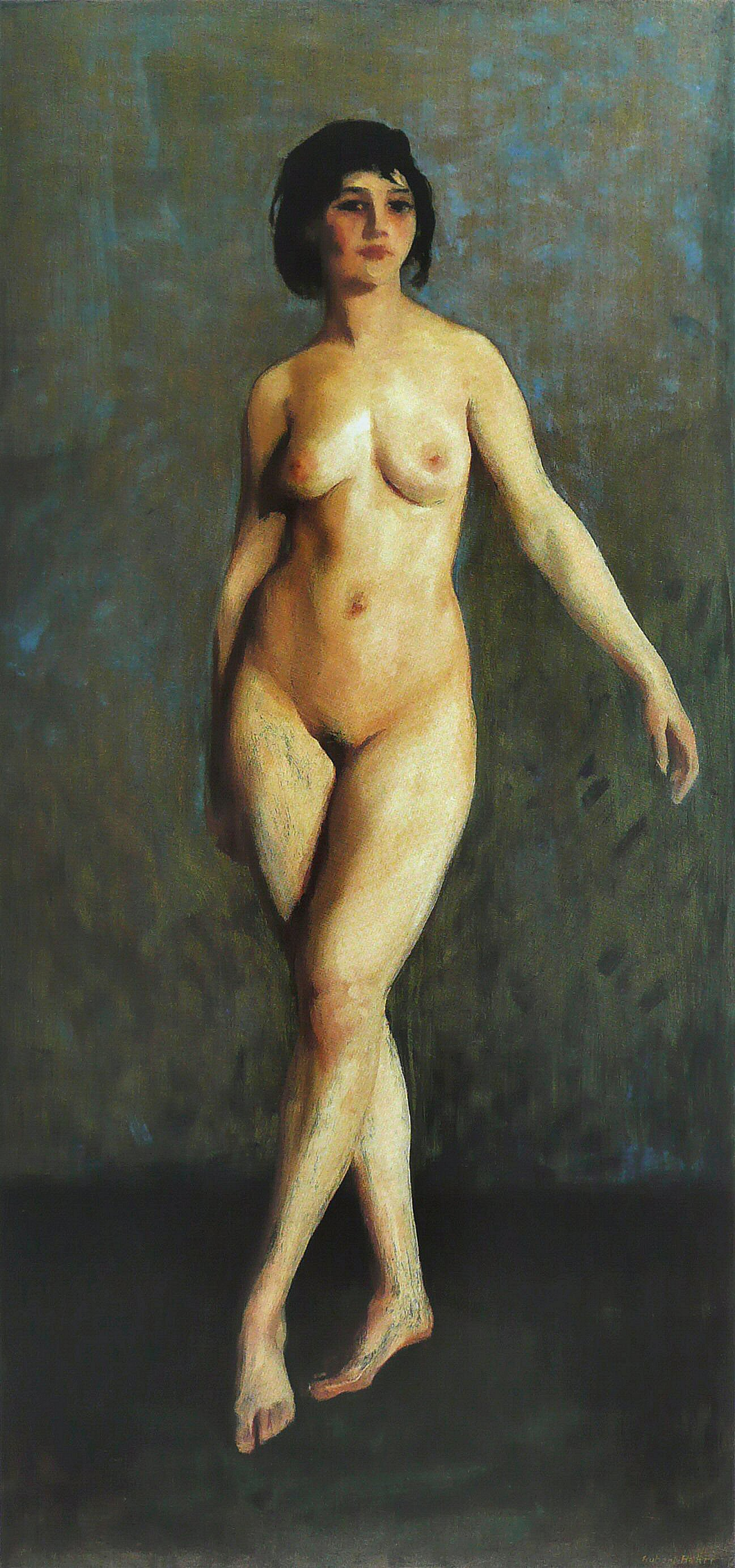
Henri: Alak mozgásban

Az „N” jelű terem az Armory bejárata közelében volt. Az egyik legfontosabb alkotás itt Robert Henri Alak mozgásban című olajfestménye volt. Az életnagyságú akt drámai kontrasztban volt a folyosó másik végén („I” galéria) kiállított „botránykővel”, a Duchamp-féle „lépcsős akt”-tal. Henri sokat tanulmányozta a mozgást, a táncot, és csodálója volt Isadora Duncannek. Mind Duchamp, mind Henri ismert volt arról, hogy a mozgást fotók alapján tanulmányozta és rajzolta, mindketten ismerték Eadweard Muybridge és Etienne-Jules Marey korszakos jelentőségű fotósorozatait a mozgás fázisairól. Henri ismerte ugyan az európai modernista törekvéseket, de mindez hidegen hagyta. A tanítványait (Art Student’s League és Ferrer School) Manet, Degas, van Gogh, Gauguin, Whistler, Cezanne és Renoir reprodukcióinak másolásával oktatta, kikötve, hogy ne úgy fessenek, mint ő. Tanítványai közül többen is kiállították műveiket az Armory Show-n (Andrew Dasburg: Lucifer, Morgan Russell: Homage to Rodin, Stuart Davis: Babe La Tour és Patrick Henry Bruce: Csendélet), és későbbi tanítványa volt Man Ray is. Henri másik jelentős képe a kiállításon a Spanyol cigánylány volt.
Kiállítók voltak még: Morton Schamberg (Lánytanulmány), Alfred Maurer (Ősz), mindketten színvonalas alkotói az amerikai fauvizmusnak. Maurer segítője volt Kuhnnak és Daviesnek, amikor Párizsban anyagot gyűjtöttek a kiállításra. Guy Pène du Bois Cascade és Enteriőr, William Glackens Családtagok című képével volt jelen, míg Abastenia St. Eberle itt egy három szoborból álló együttest állított ki.

### „O” terem: francia festészet

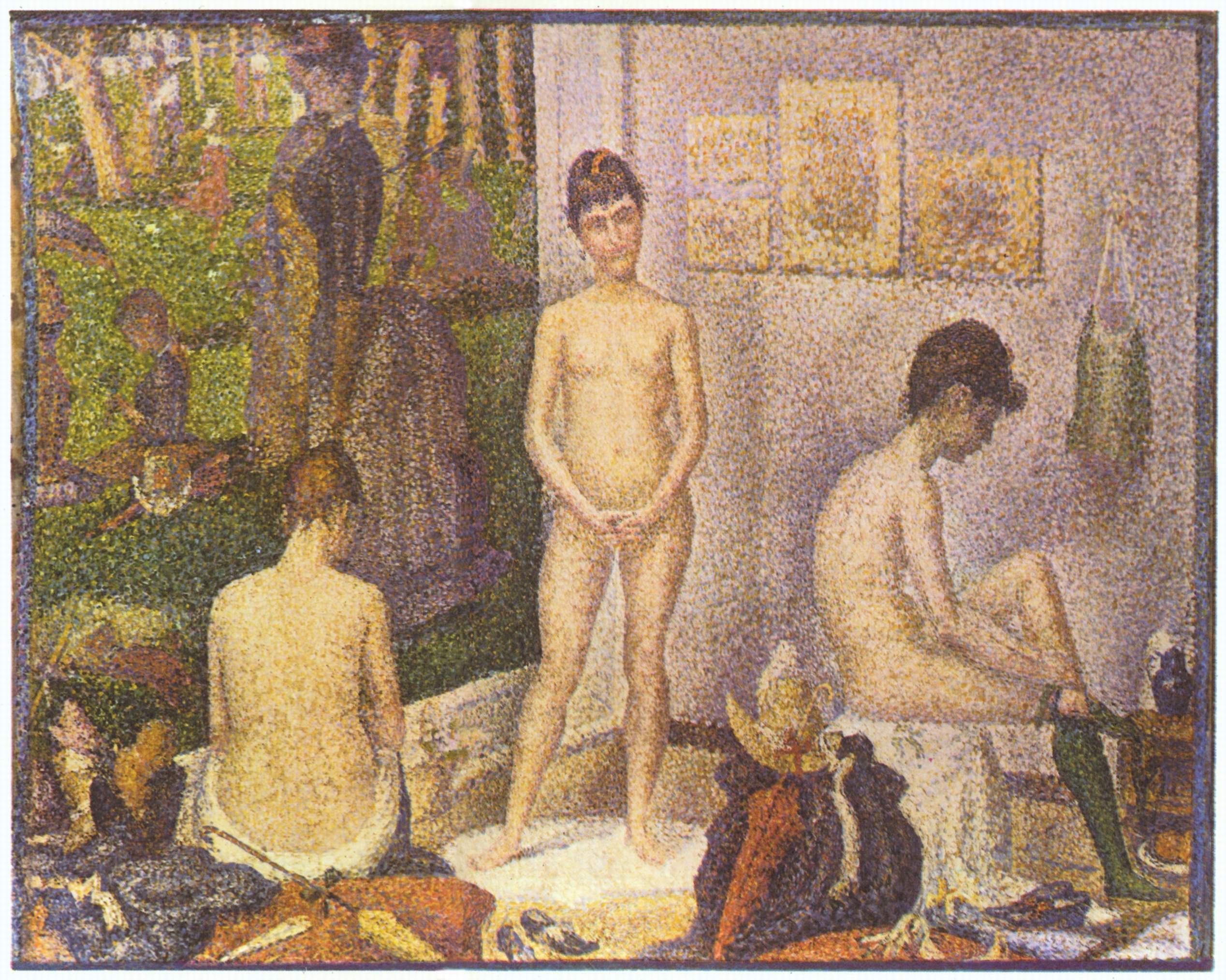
Seurat: Les Poseuses

Az „O” jelű terem a nagy kiállítási csarnok középső részlegében helyezkedett el, és itt állították ki a francia impresszionizmus és korai posztimpresszionizmus festőinek a műveit, mint például Henri Toulouse-Lautrec Vörös hajú nő ül a télikertben, vagy Georges Seurat Les Poseuses című festményét. Az Armory csarnokában szerencsétlen módon szét volt darabolva a kollekció az „O”, a „P” és az „R” jelű galériákba, így vesztett hatásából a közönség előtt. Sajátos módon egy amerikai festőnő, Mary Cassatt „aranyos” képei is itt voltak, például a Reine Lefèbvre és Margot az ablak előtt. Mellette helyezték el Édouard Manet képeit (Bikaviadal). Claude Monet öt festménye az 1870–1880-as évekből származott (A havazás hatása, Vízililiomok és japán híd). Edgar Degas két pasztellel (egyike a Fürdés után) és egy, a lóverseny-sorozatból származó olajfestménnyel szerepelt. Pierre-Auguste Renoir Algériai lány című képe az egyik legfinomabb portré volt, ami alapján a festő elismertsége csak fokozódott. Amerikában ekkor már nagy népszerűségnek örvendett az impresszionizmus (pedig nem sokkal korábban még a gúny tárgya volt minden ilyen stílusú festmény és festője), nem kis részben a „Tízek” művészcsoport tevékenysége révén, és a Show előtt több közös amerikai kiállítása is volt a hazai és a francia impresszionistáknak.

### „P” terem: francia, angol, holland és amerikai festmények

Whistler: Kompozíció szürkében és feketében 1. (A művész anyjának portréja)

A „P” galéria az „A”-ból nyílt, és ez volt a kiállítás történeti részlege, amely főleg a francia impresszionistákra és posztimpresszionistákra koncentrált, amerikai, angol, néhány svájci és holland festővel kiegészítve (az „R” teremmel együtt). A kiállítás egyik felfedezettje az amerikai Albert Pinkham Ryder volt (Holdfényes öböl, Holdvilágos tenger), akinek művészetét a korábbi termekben kiállító Arthur B. Davies és Marsden Hartley is csodálta. Tíz festménnyel vett részt a show-n, ami több volt, mint nem egy neves francia impresszionista képeinek száma. A másik jeles amerikai James McNeill Whistler volt (Kompozíció szürkében és feketében: A művész anyjának portréja), aki a következő festőgeneráció példaképe lett.
Érdekesség, hogy Theodore Robinson (La Débâcle) és John H. Twachtman (Hemlock Pool) posztumusz kiállítók voltak, mindketten évekkel korábban elhunytak.
Henri Rousseau látványos képeit szintén a „P”-ben állították ki, mégpedig jó barátja, Max Weber jóindulatának köszönhetően. Weber sértődöttségből nem vett részt a show-n, mert csupán hat képet engedélyeztek neki, ő viszont egy komplett termet kívánt volna magának. Így viszont a saját részét átengedte Rousseau-nak. A középpontban, jó láthatósággal helyezték el Rousseau A centenárium és a Jaguár által megtámadott ló című képeit. Két képpel szerepelt még Honoré Daumier (Harmadosztályú vagonban), eggyel Eugène Delacroix (Krisztus a Genezáreti tavon) és szintén eggyel Gustave Courbet. Dominique Ingres-nek két rajza volt a kiállításon (de talán a „J” teremben).

### „Q” galéria: francia festészet

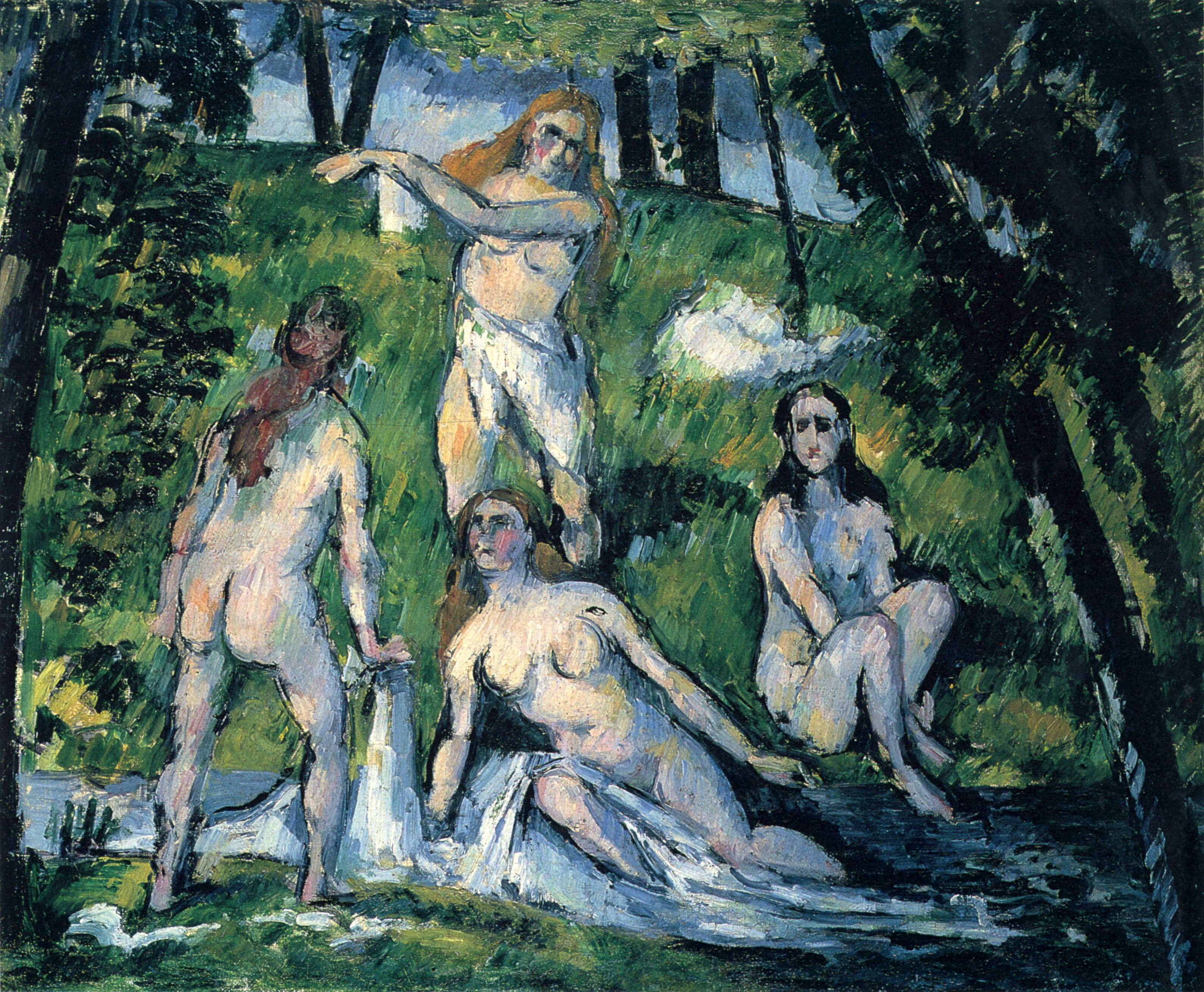
Cézanne: Négy fürdőző

Ezt a helyiséget a szervezők főleg a posztimpresszionizmus két vezető művésze, Paul Cezanne és Vincent van Gogh alkotásainak szánták volna, bár a kínálat eléggé szegényesre sikeredett. A kiállított művek nem adtak áttekintést munkásságukról, és ráadásul nem is a legerősebb munkáik voltak jelen. „A két fontos mester, a művészet forradalmának elindítói, Cézanne és van Gogh nem olyan súllyal voltak jelen, mint amit képeik kvalitása megkívánt volna” – írta a szintén kiállító Oscar Bluemner a Camera Work április-júliusi számában. Ezzel együtt az a néhány festmény is kitűnt a többi közül. Cézanne Öregasszony rózsafüzérrel című képe volt talán az Armory Show legemlékezetesebb darabja, erről számos visszaemlékezés tanúskodik. Bemutatták még pár önarcképét (Cézanne coiffe d'un chapeau mou) és felesége portréját „Madame Cézanne en robe rayée). Ezek az alkotások, a szintén kiállított pár tanulmánnyal (Aratók”, „Négy fürdőző) együtt azért lehetőséget nyújtottak arra, hogy bemutassák a művész egyes stíluskorszakait, és azt, hogyan jutott el késői remekművéig, a Nagy fürdőzőkig (ez a kép nem szerepelt a kiállításon). Cézanne művészete sokáig elkerülte az amerikai közönség, a kritikusok és a gyűjtők figyelmét, végül éppen az Armory Show változtatott ezen: a Metropolitan Museum of Art vásárolt képeket Alfred Stieglitz és Walter Pach ajánlására (A Domain Saint-Joseph látképe).
Van Gogh munkássága, ugyanúgy, mint Cézanne-é és Gauguiné, nem volt széles körben ismert az amerikaiak előtt az Armory Show idején. A kiállításon szereplő alkotásai többnyire már a kórházi gyógykezelése időszakából (1889–1890) származtak (Hegyek Saint-Rémy-nél, Mademoiselle Ravoux), provence-i tanulmányai közül az Olajfák és a Párizsban készült Cipős csendélet volt még kiállítva, Fasor Hollandiában című képe pedig az „F” jelű teremben volt látható.

### „R” galéria: francia, angol és svájci festészet

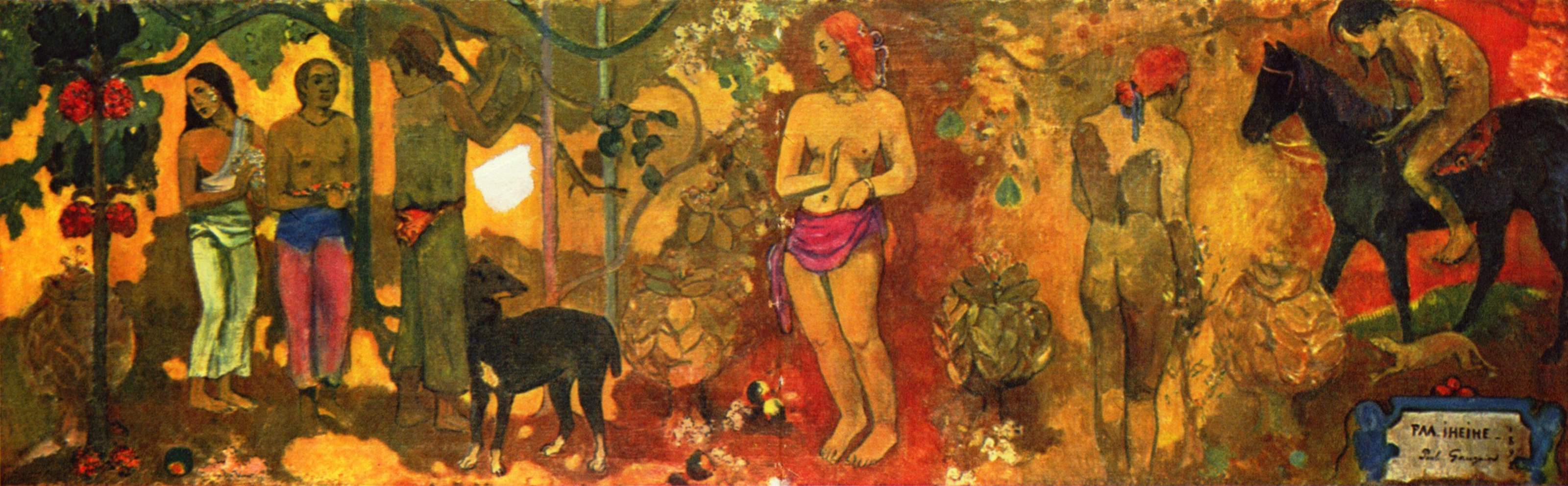
Gauguin: Faa Iheihe

A terem legkritikusabban fogadott művésze Paul Gauguin volt, akinek Tahitin készült képeit (Faa Iheihe, Az ördög szavai) azért némileg kedvezőbben ítélték meg, mint Matisse alkotásait. Matisse Kék aktját (alcíme: Biskrai emlék) például bántóan primitívnek nevezték. Gauguin nem Tahitis képe, A Schuffenecker család korai munkái közül való volt, és önéletrajzi vonatkozásai nyilvánvalóak.
Jóllehet az Armory Show-ra nagyon sok festmény a második londoni posztimpresszionista kiállításról érkezett, mégis szinte egyetlen brit posztimpresszionista festő sem szerepelt New Yorkban (például Wyndam Lewis, Vanessa Bell, Duncan Grant sem). Helyettük Augustus E. John (Útban a tengerhez) állított ki, John Quinn műgyűjtő jóvoltából. Ugyancsak ő kölcsönözte Pierre Puvis de Chavannes nagyszámú rajzát és néhány olajképét (Keresztelő Szent János lefejezése) is a Show-ra.

## További képek
Az alábbi képek szintén szerepeltek az Armory Show kiállításon.

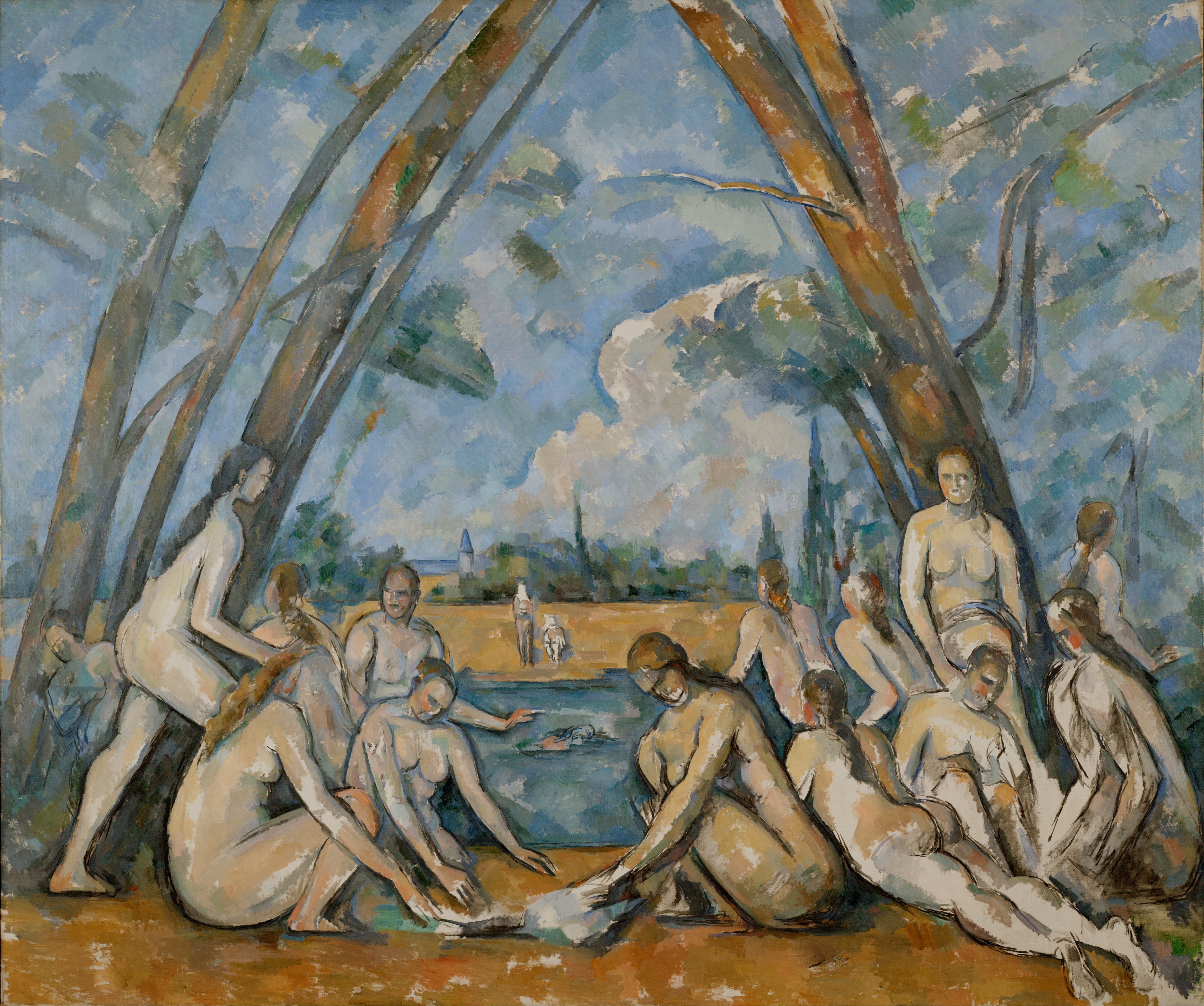
Cézanne: Fürdőzők („Q”)
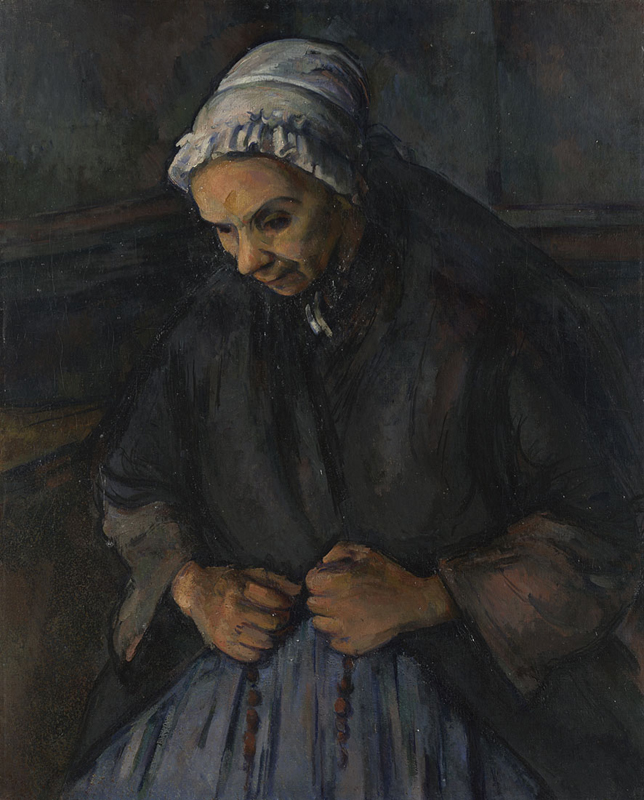
Cézanne: Öregasszony rózsafüzérrel („Q”)
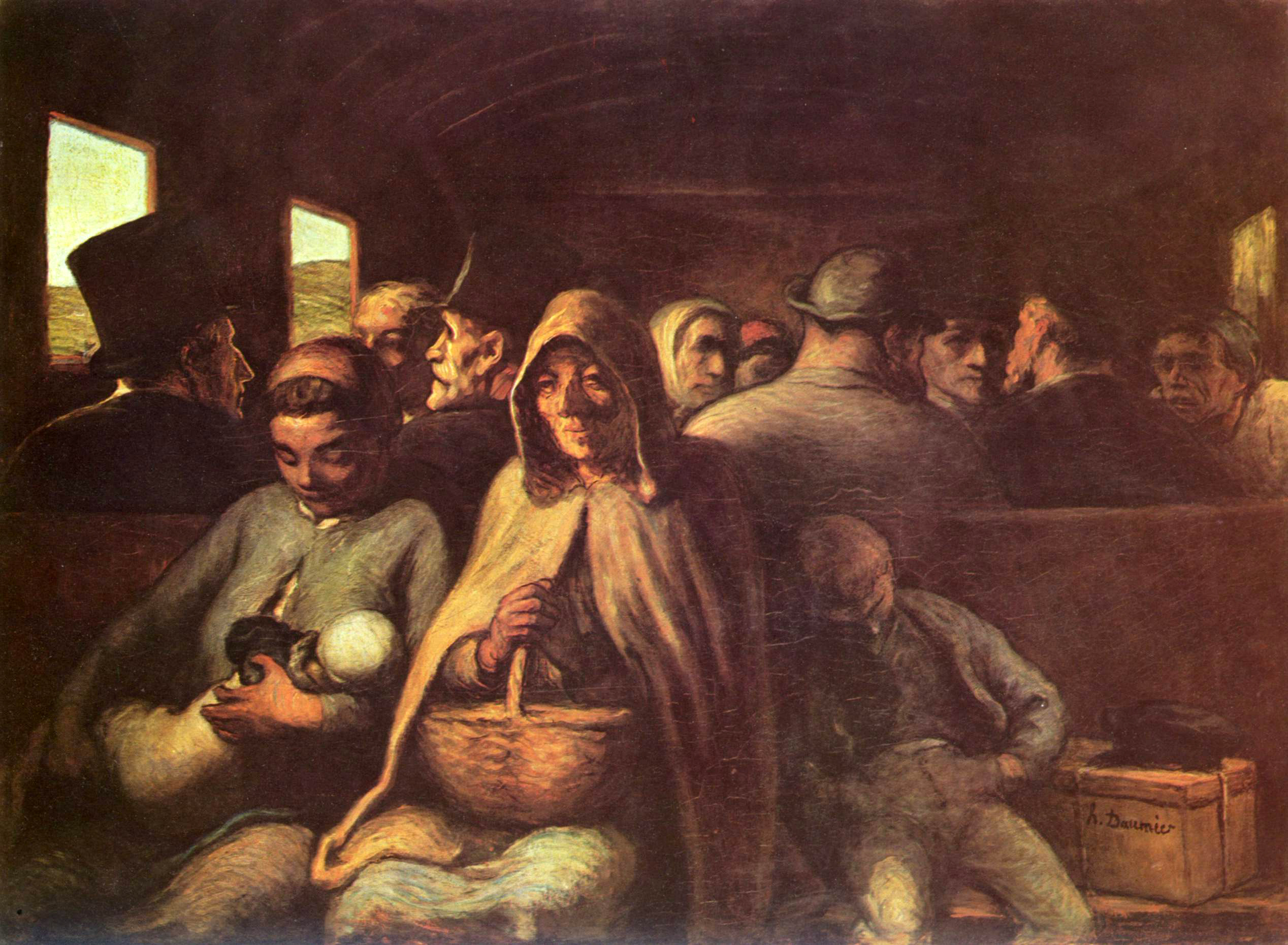
Daumier: Harmadosztályú vagonban („P”)
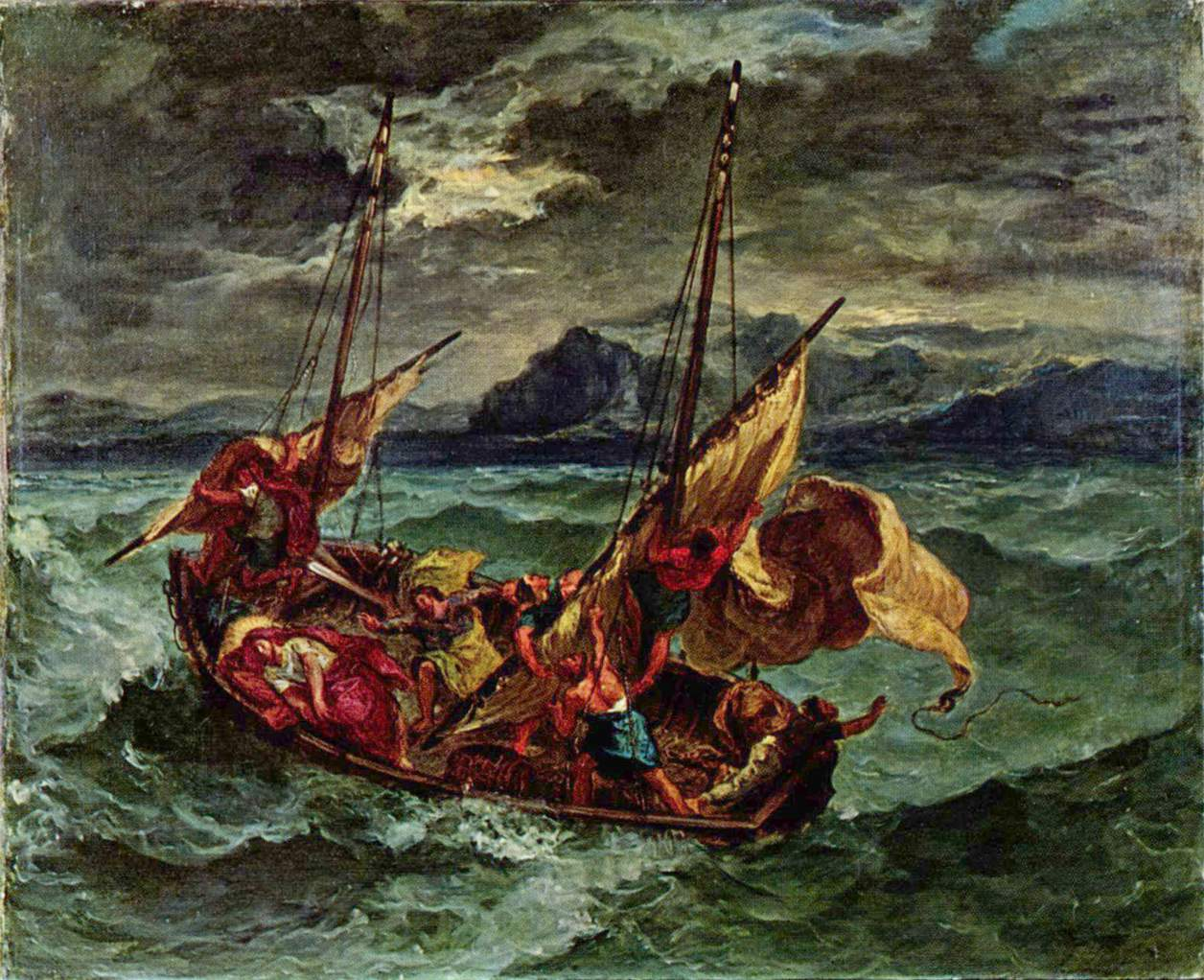
Delacroix: Krisztus a Genezáreti tavon („P”)
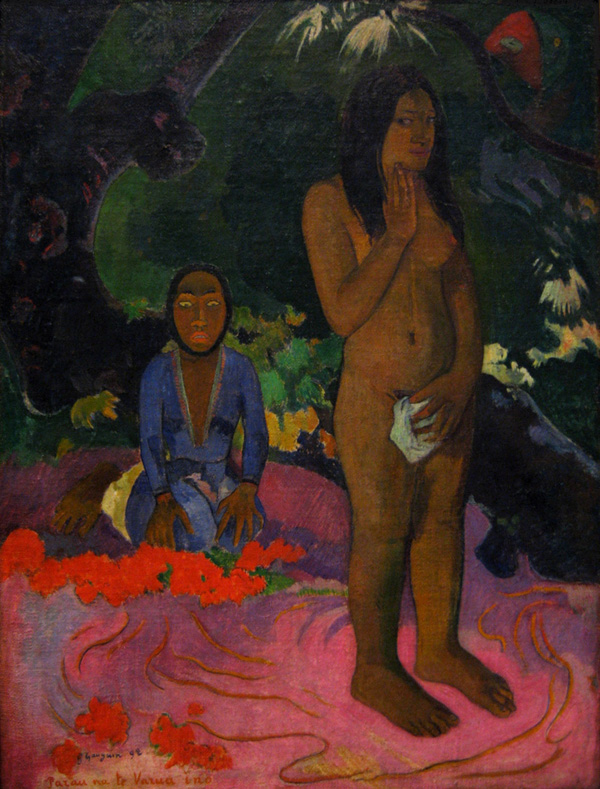
Gaugin: Az ördög szavai („R”)
Manet: Bikaviadal („O”)
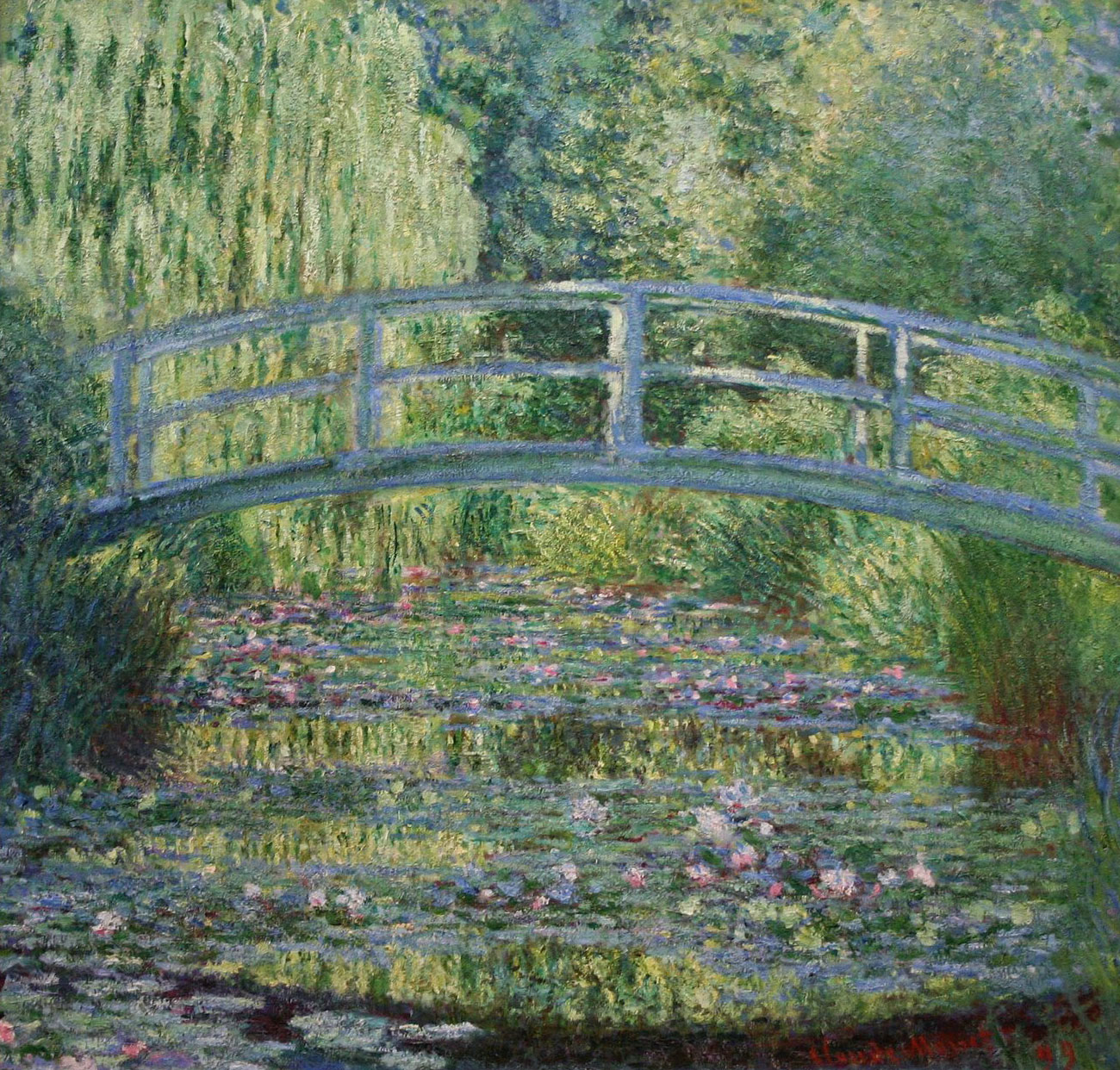
Monet: Vízililiomok és japán híd („O”)
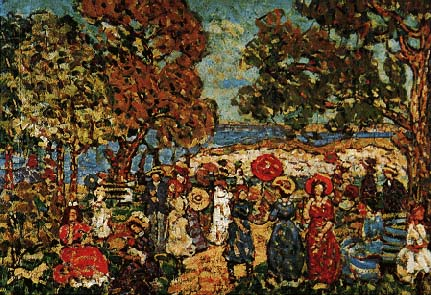
Prendergast: Tájkép alakokkal („C”)
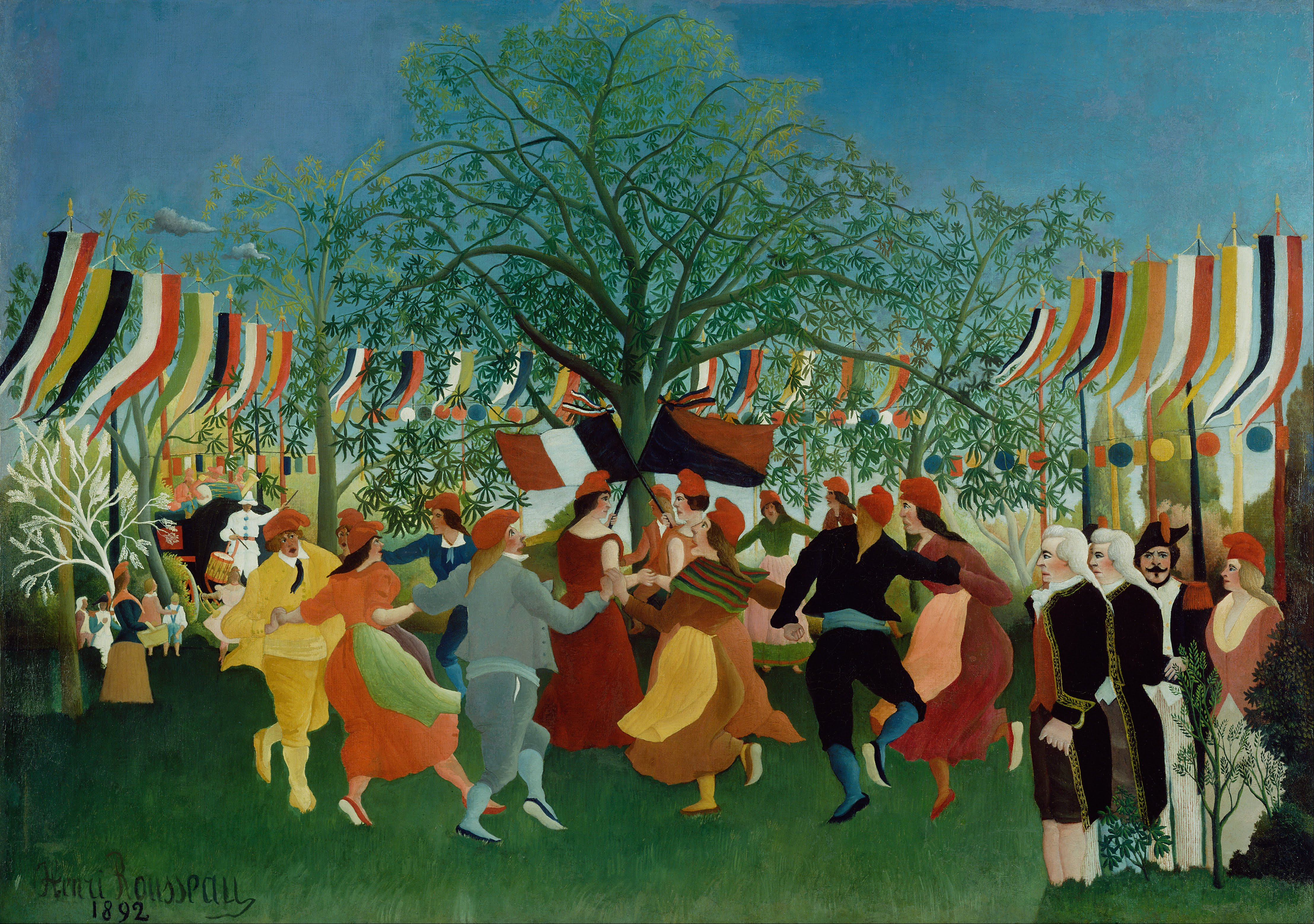
Rousseau: A centenárium („P”)
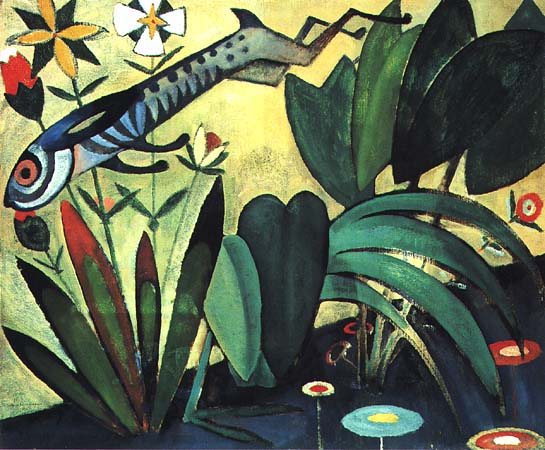
Souza-Cardoso: A nyúl ugrása („J”)